# Luoyang
För andra betydelser, se Luoyang (olika betydelser).

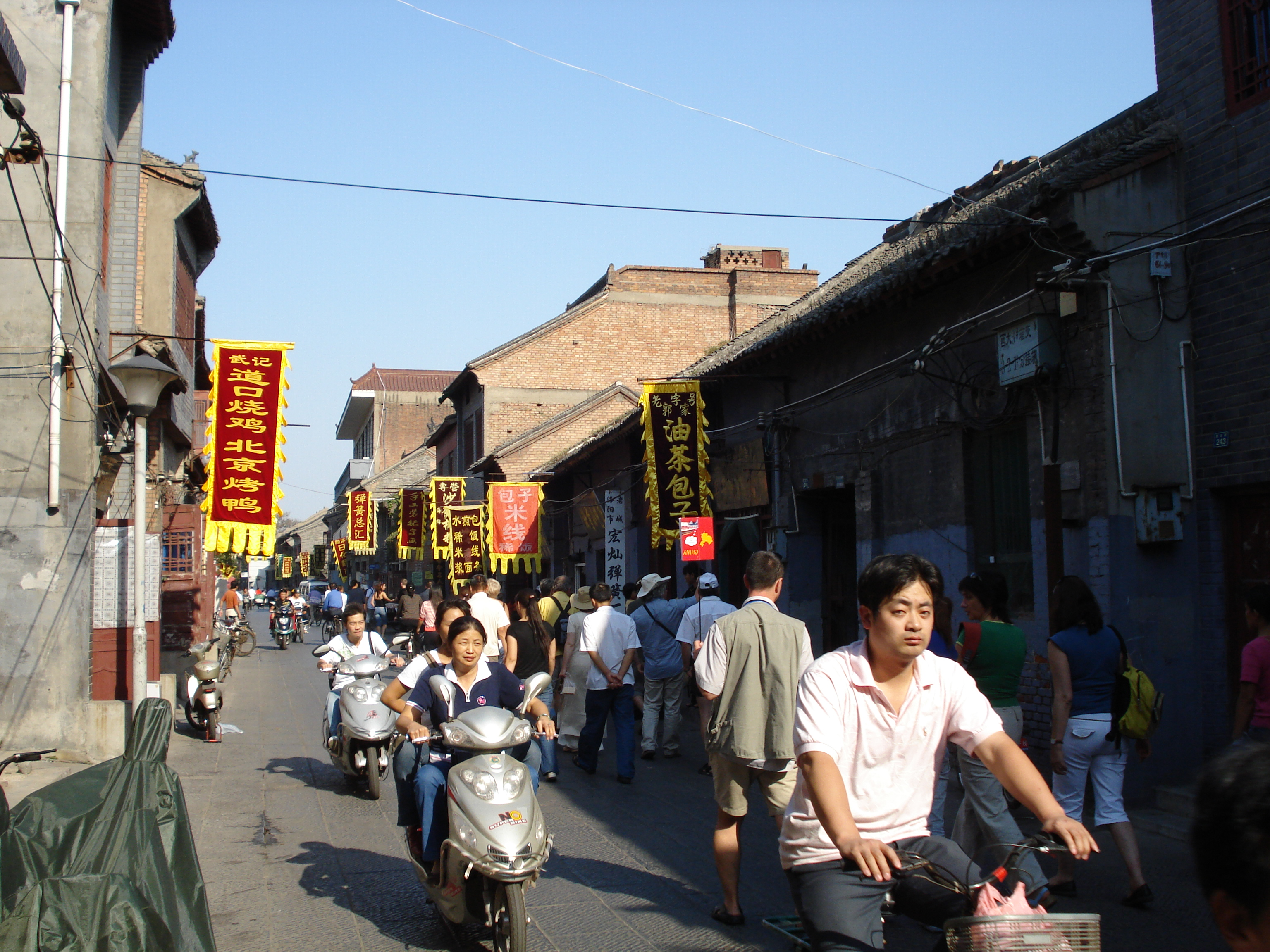
En gata i Luoyang.

Luoyang (洛阳市; Luòyáng shì) är en stad på prefekturnivå i provinsen Henan i centrala Kina. Den ligger omkring 150 kilometer väster om provinshuvudstaden Zhengzhou. Luoyang ligger vid Luofloden söder om Gula floden och gränsar till provinshuvudstaden Zhengzhou i öst. Luoyang är en av "Kinas fyra antika huvudstäder" (tillsammans med Beijing, Nanjing och Xian) och är med sin 4 000 åriga historia en betydande del i ursprunget till den kinesiska civilisationen. Staden har varit huvudstad för många olika dynastier och byggts i flera etapper och på flera olika platser kring Luofloden. I södra utkanten av Luoyang finns de världsarvslistade buddhistiska Longmengrottorna.

## Historia

### Luoyang under Xiadynastin och Shangdynastin
Området kring Gula floden där Luoyang ligger är "den kinesiska civilisationens vagga" och en av de viktigaste och äldsta flodkulturerna i civilisationens historia..
Ca 20 km öster om dagens centrum av Luoyang (34°41′35″N 112°41′24″Ö / 34.693°N 112.69°Ö) finns resterna efter Erlitoukulturen från  Xiadynastin (2070–1600 f.Kr.) daterad 1800-1500 f.Kr. och detta är troligen Zhenxun (斟鄩, Zhēnxín) som var huvudstad för Xiadynastin under 95 år. Bland ruinerna hittar man bl. a. spåren av ett stort palats och flera avenyer. Staden hittades år 1959. 6 km öster om Zhenxun (34°43′N 112°46′Ö / 34.72°N 112.76°Ö) hittades 1983 Yanshi Shangstad från Erligangkulturen som är staden Västra Bo (eller Xibo 西亳). Västra Bo byggdes omkring 1600 f.Kr. och var första huvudstaden för Shangdynastin (1600–1045 f.Kr.). Denna stad har både stadsmur, vägar och ett palats och många kungliga byggnader.

### Luoyang under Zhoudynastin

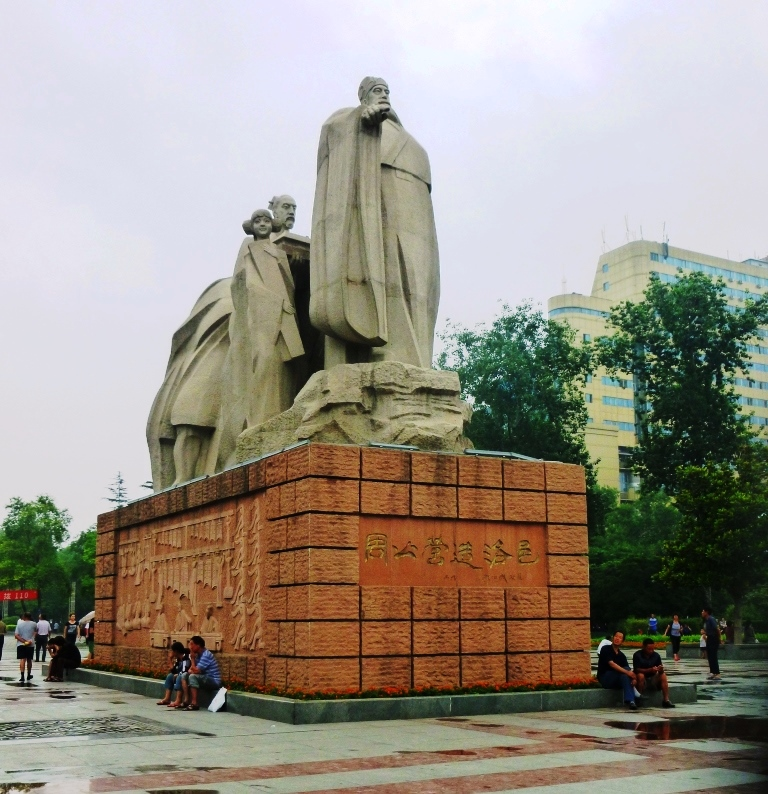
Staty av Hertigen av Zhou som 1038 f.Kr. grundade Luoyang.

Hertigen av Zhou grundade 1038 f.Kr. staden Chengzhou vid Chanfloden nära centrum av dagens Luoyang. Kring år 800 f.Kr. var staden hotat av Dongyifolket och en ny befäst stad byggdes drygt 10 km österut längs Luofloden.
I slutet av Västra Zhoudynastin (1045–770 f.Kr.) byggdes staden Wangcheng delvis ovanpå resterna av den övergivna äldre Chengzhou. 770 f.Kr. blir Wangcheng Zhoudynastins huvudstad och är då huvudsakligen en palatsstad. År 516 f.Kr. flyttas Zhoudynastins huvudstad till den nybyggda staden öster ut som då övertar det tidigare namnet Chengzhou. Under tiden för De stridande staterna (403–221 f.Kr.) förstärks Wangcheng och får en stadsmur. 314 f.Kr. blir åter Wangcheng huvudstad och förblir det tills dynastin går under 256 f.Kr..
Den komplexa relationen mellan Wangcheng och Chengzhou gör att alla historiker inte är eniga om Chengzhous och Wangchengs olika roller, och städerna förväxlas frekvent i olika sammanhang.

### Luoyang under Handynastin och Norra Wei
Innanför de tidigare stadsmuren av Wangcheng byggdes staden Henan Fu i inledningsskedet av Handynastin (206 f.Kr.–220). Henan Fu var en mycket liten stad med huvudsakligen administrativa byggnader. År 25 bygger Handynastins kejsare Guangwudi ny huvudstad i Luoyang över den tidigare Östra Zhoudynastins Chengzhou, och delar av den gamla stadsmuren återanvänds. I och med flytten av huvudstad går Kina in i Östra Handynastin. Det buddhistiska White Horse Temple (白马寺) byggs väster om staden.. Efter Handynastin kommer Weiriket (220–265) att använda Luoyang som huvudstad. Även efterföljande Jindynastin (265–420) använde Luoyang som huvudstad fram till år 311 då staden totalförstördes av Xiongnu.
År 493 flyttade Norra Weidynastin (386-534) huvudstaden till Luoyang och till samma plats som den tidigare staden, men utökade ytan kraftigt utanför den tidigare stadsmuren. Man började även bygga Longmengrottorna söder om staden som nu blev ett viktigt buddhistiskt centrum. Staden totalförstördes år 534 i samband med att dynastin gick under.

### Luoyang under Sui- och Tangdynastin

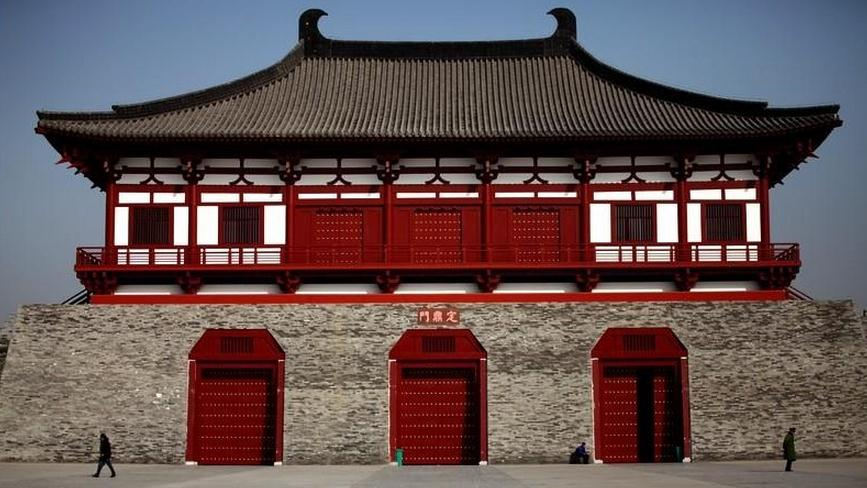
Dingdingporten i Luoyang.

Så fort kejsare Yang tog makten över Suidynastin år 604 så började han bygga sin andra huvudstad i Luoyang vars stadsplan inspirerades av just ombyggda Chang'an med hela stadsbilden som ett stort rutmönster. Detta var ett mycket storskaligt byggnadsprojekt där två miljoner byggnadsarbetare färdigställde den nya staden på ett år. Suidynastins Luoyang placerad ungefär mitt i centrum av dagens Luoyang. Efterföljande Tangdynastin (618-907) använde även samma Luoyang som sin andra huvudstad, och staden fortsatte att vara ett viktigt politiskt centrum. Wu Zetian, som bröt Tangdynastin från 690 till 705, uppförde flera storskaliga byggnationer i Luoyang såsom den över 100 meter höga Upplysningssalen. Dessa byggnader förstördes dock snabbt efter att Tangdynastin återtagit makten. Efter An Lushan-upproret (755-763) förföll både Luoyang och Tangdynastin, som gick under år 907.

### Luoyang efter Tangdynastin
Efter Tangdyanstins fall följde i norra Kina perioden De fem dynastierna (907–960) varav de första tre dynastierna (Senare Liangdynastin, Senare Tangdynastin och Senare Jindynastin) använde Luoyang som huvudstad. Dock flyttade Senare Jindynastin sin huvudstad till Kaifeng efter bara två år, och efter det skulle Luoyang aldrig mer vara Kinas maktcentrum. Staden övergavs successivt under Songdynastin.
Under både Yuandynastin (1271-1368) och Mingdynastin (1368-1644) förstördes och återuppbyggdes Luoyang. Stadsmuren förstördes i slutet av Mingdynastin, men återuppbyggdes under Qingdynastin (1644-1911). I början av 1900-talet förstördes Luoyang igen under Kinesiska inbördeskriget och Andra kinesisk-japanska kriget. Efter freden 1949 återhämtade sig Luoyang och blev en modern växande industristad.

## Militär betydelse
I Luoyang finns högkvarteret för "Bas 54", en av den Andra artillerikårens sex divisioner, som har missiler som kan nå USA och Europa.

## Administrativ indelning
Prefekturen är indelad i sex stadsdistrikt, som utgör det egentliga Luoyang, en stad på häradsnivå och åtta härad som täcker ortens område på landsbygden.
- Stadsdistriktet Jianxi (涧西区)
- Stadsdistriktet Xigong (西工区)
- Stadsdistriktet Laocheng (老城区)
- Stadsdistriktet Chanhe (瀍河区)
- Stadsdistriktet Luolong (洛龙区)
- Stadsdistriktet Jili (吉利区)
- Staden Yanshi (偃师市)
- Häradet Mengjin (孟津县)
- Häradet Xin'an (新安县)
- Häradet Luoning (洛宁县)
- Häradet Yiyang (宜阳县)
- Häradet Yichuan (伊川县)
- Häradet Song (嵩县)
- Häradet Luanchuan (栾川县)
- Häradet Ruyang (汝阳县)

## Vänorter
- Okayama, Japan (1981)
- Tours, Frankrike (1982)
- Sukagawa, Japan (1993)
- Plovdiv, Bulgarien (1994)
- La Crosse, Wisconsin, USA (1997)
- Toljatti, Ryssland (2000)
- Kashihara, Japan (2006)
- Alcalá de Henares, Spanien (2010)

## Klimat
Genomsnittlig årsnederbörd är 711 millimeter. Den regnigaste månaden är september, med i genomsnitt 138 mm nederbörd, och den torraste är januari, med 5 mm nederbörd.